# زتا آتش‌دان
زتا آتش‌دان یک ستاره است که در صورت فلکی آتشدان قرار دارد.